# Kasper Kyed
Kasper Kyed er cand.scient.pol. fra Aarhus Universitet og en tidligere dansk ungdomspolitiker, der var landsformand for Konservativ Ungdom (1999 – 2000). 